# I'll Trade (A Million Bucks)
"I'll Trade (A Million Bucks)" é o primeiro single do sétimo álbum de Keith Sweat, Didn't See Me Coming (2000), com a participação de Lil' Mo. A canção foi composta inteiramente por Lil' Mo e apresenta produção de Sweat, Barry Salter e Jules Bartholomew. Um videoclipe para a canção foi dirigido por J. Jesses Smith e estreou na BET em Setembro de 2000.

## Lista de faixas e formatos
Download digital
1. "I'll Trade (A Million Bucks)" (Radio Edit) — 4:06

Vinil de 12 polegadas
1. "I'll Trade (A Million Bucks)" (Remix)
2. "I'll Trade (A Million Bucks)" (Remix Instrumental)
3. "I'll Trade (A Million Bucks)" (Album Version)
4. "I'll Trade (A Million Bucks)" (Instrumental)
5. "I'll Trade (A Million Bucks)" (Acappella)

## Paradas musicais
| Parada musical (2000)                        | Melhor posição |
| -------------------------------------------- | -------------- |
| Estados Unidos (Billboard R&B/Hip-Hop Songs) | 36             |